# Rorýs východoasijský
Rorýs východoasijský (Apus pacificus) je středně velký stěhovavý pták z čeledi rorýsovití. Je největším zástupcem rodu Apus. Hnízdí v severní části východní Asie.

## Taxonomie
Jsou popsány tři poddruhy:
- Apus pacificus pacificus (Latham, 1802)
- Apus pacificus kurodae (Domaniewski, 1933)/Apus pacificus kanoi (Yamashina, 1942)[3] – rorýs východoasijský kanoijský
- Apus pacificus leuconyx (Blyth, 1845)

Poddruh Apus pacificus leuconyx (Blyth, 1845) je nově řazen do samostatného druhu Apus leuconyx (Blyth, 1845).
Někdy je členěn do pěti poddruhů:
- Apus pacificus pacificus (Latham, 1801)
- Apus pacificus kurodae (Domaniewski, 1933)
- Apus pacificus salimali Lack, 1958
- Apus pacificus leuconyx (Blyth, 1845)
- Apus pacificus cooki (Harington, 1913)

Podobně jako A. p. leuconyx je do samostatného druhu řazen i poddruh Apus pacificus cooki, který je vyčleňován jako samostatný druh Apus cooki (Harington, 1913) a podle molekulární fylogenetické analýzy je více příbuzný rorýsi temnému – Apus acuticauda (Jerdon, 1864). Rovněž poddruh Apus pacificus salimali Lack, 1958 je řazen do samostatného druhu Apus salimali Lack, 1958.

## Popis
Rorýs východoasijský je největším zástupcem rodu Apus. Je podobný rorýsi obecnému. Je 17–18 cm velký. Oproti rorýsi obecnému má delší křídla, jejich rozpětí je 43–54 cm. Šat je tmavě hnědý se světlou hrdelní skvrnou a bílým kostřcem. Peří na hrudi a břichu má světlé lemy a vytváří dojem „šupinovatosti“. Na rozdíl od podobného rorýse bělokostřecového nemá bílé konce loketních letek a jeho vnější ocasní pera nejsou tolik špičatá. Šat samců a samic je podobný. Samec je o trochu větší. Poddruh rorýs východoasijský kanoijský je tmavší oproti poddruhu A. p. pacificus.

## Rozšíření
Rorýs východoasijský je rozšířen ve východní Asii. Jeho hnízdiště je v severní části východní Asie. Apus pacificus pacificus hnízdí v severní části areálu od Sibiře po Kamčatský poloostrov, na jihu až po severní Čínu a severní Japonsko. Velmi vzácně zaletuje do Severní Ameriky, zaznamenán byl v pobřežní části Aljašky.
Rorýsi táhnou do zimovišť v Malajském souostroví a Austrálii.